# Johanna Odonkor Svanikier
Johanna Odonkor Svanikier (née en 1968) est une avocate et diplomate ghanéenne, elle est la présidente fondatrice et PDG de la Heritage and Cultural Society of Africa. Elle est également l'ancienne ambassadrice du Ghana en France et au Portugal, ainsi que pour l'Organisation internationale de la francophonie et le Centre de développement de l'OCDE. Elle a également été déléguée permanente du Ghana auprès de l'Organisation des Nations unies pour l'éducation, la science et la culture (UNESCO). Elle a été admise au barreau d'Angleterre et du Pays de Galles en 1990 et au barreau du Ghana en 1991. Elle est membre du Inner Temple. Elle a également travaillé comme chargée de cours à l'université et consultante en développement.  

## Éducation

### Secondaire
Johanna Svanikier a fréquenté l'Aburi Girls' Senior High School au Ghana.  

### Université et troisième cycle
Elle est titulaire d'un bachelor (LL. B.) et une maîtrise (LL. M.) de la London School of Economics. Elle a obtenu une maîtrise en administration publique (MPA) de la Kennedy School of Government de l'université Harvard, où elle était boursière Fulbright. Elle détient également une maîtrise en science politique (M.Sc) de l'université d'Oxford.  

## Carrière
Johanna Svanikier a été commissaire de la Commission nationale de planification du développement du Ghana entre 2010 et 2014 et est directrice non exécutive de Fidelity Bank Ghana (en) Ltd à partir de 2009, où elle préside le comité du bien-être et de la rémunération du personnel. Elle siège également au conseil consultatif du ministère des Terres et des Ressources naturelles du Ghana. 
Le 24 octobre 2014, Johanna Svanikier présente officiellement ses « lettres de créance » au président français François Hollande au palais de l'Élysée à Paris. Elle devient ainsi l'ambassadrice du Ghana en France ; elle est également l'ambassadrice du Ghana au Portugal.
Dans ses remarques, François Hollande a félicité le Ghana pour avoir gagné du prestige et du respect au sein de la communauté internationale.  
En 2016, elle fonde la Heritage and Cultural Society of Africa, qui a organisé Destination Ghana!, une conférence de « retour » de la diaspora africaine, afin de célébrer le 60e anniversaire de l'indépendance du Ghana et son importance pour les Africains de la diaspora et les populations d'origine africaine. Y ont assisté des personnalités notables d'Afrique et de la diaspora, dont Lord Paul Boateng d'Akyem et Wembley, Lisa Mensah, l'ancienne sous-secrétaire d'État au développement rural dans l'administration Obama, l'acteur Hugh Quarshie de Star Wars et de Holby City, Patrick Awuah le fondateur de l'université Ashesi, Fred Swaniker fondateur de l'African Leadership University et Fuse ODG de « Azonto » et « Antenna », promoteur de « This is New Africa » (TINA). 
Elle est l'auteure de Women's' Rights and the Law in Ghana.  

## Vie privée
Johanna Odonkor Svanikier est mariée à Thomas Svanikier (en), fondateur et président exécutif du groupe Svani. Ils ont trois enfants. 